# Euphorbia mcvaughiana
Euphorbia mcvaughiana là một loài thực vật có hoa trong họ Đại kích. Loài này được M.C.Johnst. mô tả khoa học đầu tiên năm 1975.